# فرودگاه اسلایگو
فرودگاه اسلایگو (به انگلیسی: Sligo Airport) (به زبان بومی: Aerfort Shligigh) یک فرودگاه همگانی با کد یاتا SXL است که یک باند فرود آسفالت دارد و طول باند آن ۱۱۹۹ متر است. این فرودگاه در شهر اسلایگو کشور ایرلند قرار دارد و در ارتفاع ۳ متری از سطح دریا واقع شده‌است.